# Tuba (Benguet)
Tuba ist eine philippinische Stadtgemeinde in der Provinz Benguet. 

## Baranggays
Tuba ist politisch unterteilt in 13 Baranggays.
- Ansagan
- Camp One
- Camp 3
- Camp 4
- Nangalisan
- Poblacion
- San Pascual
- Tabaan Norte
- Tabaan Sur
- Tadiangan
- Taloy Norte
- Taloy Sur
- Twin Peaks

|  |  |